# IC 726
IC 726 ist eine linsenförmige Galaxie mit aktivem Galaxienkern vom Hubble-Typ S0 im Sternbild Großer Bär am Nordsternhimmel. Sie ist schätzungsweise 428 Millionen Lichtjahre von der Milchstraße entfernt und hat einen Scheibendurchmesser von etwa 70.000 Lichtjahren.
Im selben Himmelsareal befinden sich u. a. die Galaxien NGC 3847, NGC 3855, IC 2952, PGC 36455.
Das Objekt wurde am 12. März 1891 vom österreichischen Astronomen Rudolf Spitaler entdeckt.